# M. Victòria Lovaina
M. Victòria Lovaina i Ruiz (Barcelona, 12 de setembre de 1959) és una escriptora i professora catalana. És diplomada en Magisteri i llicenciada en Ciències de l'Educació. Treballa com a professora d'ensenyament secundari en un Institut de Cerdanyola del Vallès. Li interessen la lectura i el teatre i ha fet cursos de narrativa i novel·la a l'Ateneu Barcelonès.

## Obra publicada

### Narrativa
- Ernesta (Ellago Edicions, 2005)
- Hivern a Roma (Publicacions de l'Abadia de Montserrat, 2008)
- Amb ulls de nina (Joescric Drac, 2008)
- Dietari de les Gorges (Editorial Saragossa, 2009)
- Pell de gat (Edicions del Bullent, 2013)[2]
- Hivern a Roma (Publicacions de l'Abadia de Montserrat, 2008)
- Murió con los gayumbos puestos (Editorial Lc Libros, 2016)
- El rellotge de doble esfera (Ed La Verònica Cartonera, 2018)
- L'esquerda de l'àngel (Ed Gregal, 2018)

## Premis i reconeixements[3]
- Premi Narrativa Breu Districte V -Barcelona, 2005-
- Segon premi de narrativa breu mercè Rodoreda de Molins de Rei -2007-
- Premi de novel·la Joescric -Palma, 2008-
- Premi Paraules a Icària -Barcelona, 2009-
- Finalista XI Premi Victor Mora de Narrativa breu, -L'Escala, 2009 -
- Premi Rafael Comenge de narrativa curta -Alberic, 2011-
- Premi literari Soler i Estruch -Castelló (la Ribera Alta), 2013-
- Premi Ferran Canyameres de narrativa breu -Terrassa, 2015-
- Finalista premi del V premi de novel·la Gregal -Massanet de la Selva 2016-
- Accèssit la Verònica Cartonera -Barcelona, 2017-
- Premi TINET de narrativa breu -Tarragona, 2018-